# Кузьмино (Васильевское сельское поселение)
Кузьмино    — деревня в  Сафоновском районе Смоленской области России.  Входит в состав Вадинского сельского поселения.
Население – 1 житель (2007 год)  .  Деревня находится на территории биологического заказника регионального значения «Междуреченский».

## География
Расположена при реке Вопец, в северной части области  в 19 км к северу от города Сафонова,  в 20 км севернее автодороги М1 «Беларусь», на берегу реки Вопец.  В 6 км северо-восточнее деревни железнодорожная станция Яковская на линии Дурово — Владимирский Тупик.  

## История
Входил в состав Васильевского сельского поселения вплоть до его упразднения Законом Смоленской области от 20 декабря 2018 года, после чего включён в Вадинское сельское поселение.

## Население
| 2007 |
| ---- |
| 4    |